# Romualda Bogaerts
Romualda Mimosa Maria Bogaerts geboren van Stolk (Huis ter Heide, 20 juni 1921 – Laren, 22 maart 2012) was een Nederlandse schilderes en beeldhouwster.

## Leven en werk
Romualda Bogaerts was een dochter van Adriaan Pieter van Stolk en jkvr. Sophie van der Does de Willebois, en een zus van de keramist Jan van Stolk. Als kind woonde ze met haar ouders op de Canarische Eilanden, in Italië en Griekenland. Haar moeder was keramiste en had enige tijd een majolicafabriek in Italië. In 1934 kwam ze met haar moeder en stiefvader Luigi de Lerma terug naar Nederland. Ze trouwde met de schilder Pieter Bogaerts (1920-1983). Ze maakte onder meer monumentale kunst, zoals het gevelreliëf van de heilige Bonifatius voor een appartementencomplex in Amersfoort, dat ze samen met haar man ontwierp.
Protest tegen Jodenster
Op 30 april 1942 protesteerde ze samen met Geertruida Egberta Loeff studente in Amsterdam tegen een maatregel voor de Joden, het verplicht te moeten dragen van een Jodenster, door zelf er ook een met daarop hun naam te dragen. Ze werden aangehouden en ter beschikking van de Sicherheitsdienst gesteld.
Bogaerts overleed op 90-jarige leeftijd in het Rosa Spier Huis.